# Comédie du Cap
Comédie du Cap var en teater i nuvarande Cap-Haitien på Haiti, dåvarande Cap-Francais i Saint-Domingue. Den var aktiv från 1740 till 1793. Den anses vara ett prototypiskt exempel för en teater i det koloniala Saint-Domingue, där teaterverksamhet var oerhört populärt och teatrar fanns även i småstäderna.    

## Historia
Comédie du Cap öppnade som en privat teater på Rue Vaudreuil i Cap-Francais, dåvarande huvudstad i kolonin Saint-Domingue, år 1740. I samband med att Saint-Domingue blev Frankrikes främsta koloni sedan förlusten av Kanada, och Cap-Francais blev föremål för flera offentliga satsningar, blev teatern en offentlig statsägd institution 1764, och 1766 invigdes den i en ny byggnad vid stadens torg, Place de Montarcher, mitt emot guvernörsresidenset.  
Comédie du Cap förstördes troligen under den stora branden i Cap-Francais i juni 1793, när staden plundrades och brändes ned av en rebellarmé av före detta slavar efter Slaget vid Cap-Français. 

### Byggnaden
Den nya lokalen hade 1500 platser och en personal av tolv manliga och åtta kvinnliga aktörer. På utsidan såg den påminde den om de övriga bostadshusen runt torget, förutom de två balkongerna strax ovanför entrén, som hörde till guvernörens och militärintendentens loger mittemot scenen. Insidan var inrett i blått och gult med Proscenium av två skulpterade satyrer på var sin sida av Frankrikes vapen. 

### Verksamhet
Teatern var mycket populär och framförde omkring 2000 pjäser, operor och konsterter varje år, och den höll också offentliga baler mot inträde två gånger i veckan, samt kunde hyras av privata sällskap för olika ändamål. Verksamheten var initialt stängd för färgade, men öppnade för samtliga betalande år 1775, dock mot segregerade sittplatser. Teatern anses representera raspolitiken i sin indelning av teaterns platser: tio av logerna var reserverade för fria färgade, varav sju för mulatter och tre för fria svarta, och de fria färgade kunde också mot inträde se på, men inte delta, i de offentliga balerna.